# Dimas Covas
Dimas Tadeu Covas, ou apenas Dimas Covas (Batatais, 23 de setembro de 1956) é um médico, pesquisador e professor brasileiro. Desde 2017 é diretor do Instituto Butantan.

## Carreira e formações

### Na medicina
Graduou-se em medicina em 1981 e fez residência médica em hematologia e hemoterapia na Faculdade de Medicina de Ribeirão Preto da Universidade de São Paulo. Como hematologista e hemoterapeuta, tem desenvolvido pesquisas em biologia molecular e celular, células-tronco, antígenos eritrocitários e plaquetários, vírus (HIV e HTLV), entre outras. É mestre (1986; dissertação: Avaliação da função esplênica em leucemias crônicas e mielofibrose), doutor (1993; tese: Avaliação da síntese de hemoglobina em camundongos cronicamente intoxicados pelo chumbo) e livre-docente (2000; tese:  Seqüenciamento completo dos genomas de dois isolados brasileiros do vírus linfotrópico de células T humanas tipo II - HTLV-II) em Medicina,  pela Universidade de São Paulo.

### No ramo pedagógico
É professor titular da Faculdade de Medicina de Ribeirão Preto e foi membro atuante da Sociedade Brasileira de Hematologia e Hemoterapia e do Colégio Brasileiro de Hematologia. Atualmente preside a Associação Brasileira de Hematologia e Hemoterapia. Foi também membro titular da CTNBio (2008-2011). 

### Como editor
É editor associado da Revista Brasileira de Hematologia e Hemoterapia e editor acadêmico da revista PLOsOne. Foi também um dos fundadores da Escola Brasileira de Hematologia.

### Prêmios
Em 2007, recebeu o Prêmio Jabuti da Câmara Brasileira do Livro, na categoria Ciências Naturais e Ciências da Saúde, por seu livro: Células-Tronco - A nova fronteira da medicina. 

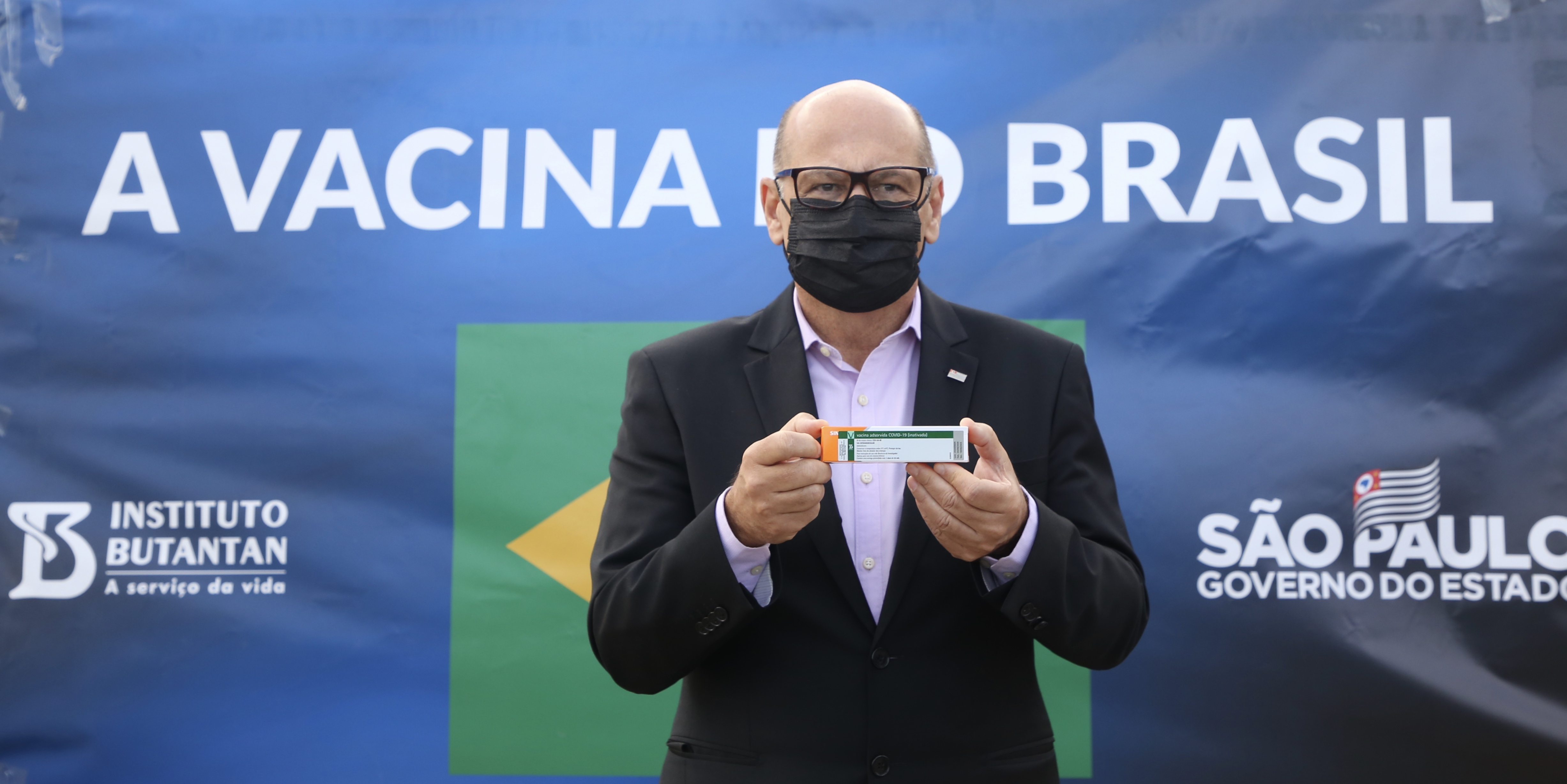
Covas informa a chegada do quarto lote, com 5,5 milhões de doses, da CoronaVac, em dezembro de 2020.

### Empresas
Desde março de 2017, dirige o Instituto Butantan em São Paulo.  A partir de maio de 2020, passou a acumular também as funções de coordenador do Centro de Contingência do Coronavírus do Estado de São Paulo, em substituição ao infectologista David Uip. Em junho do mesmo ano, foi responsável pelo acordo de colaboração firmado entre a farmacêutica Sinovac Biotech e o Butantan, para desenvolvimento clínico da CoronaVac.

## Vida pessoal
Dimas Covas nasceu em Batatais, interior do estado de São Paulo, filho de uma dona de casa e de um carteiro. Quando adolescente, interessava-se por Sigmund Freud, Filosofia e ciências. Decidiu estudar medicina, pretendendo, algum dia, unir Psicologia e Filosofia à Biologia. No meio do curso, encantou-se pelos estudos das doenças do sangue. Já na década de 1980, em meio à epidemia de AIDS, quando muitos dos seus pacientes com hemofilia foram contaminados pelo HIV por meio de transfusões de sangue, voltou-se para os problemas de segurança da qualidade dos bancos de sangue e integrou um grupo que implantaria a rede de hemocentros no estado de São Paulo. Logo foi encarregado de montar o hemocentro de Ribeirão Preto, dando início ao seu envolvimento com a área de Saúde Pública, que iria conduzir paralelamente às suas atividades de pesquisa. O Hemocentro de Ribeirão Preto engloba também dois outros grandes centros, até hoje coordenados por Covas: o Instituto Nacional de Ciência e Tecnologia em Células-Tronco e Terapia Celular no Câncer (INCT-C) e o Centro de Terapia Celular (CTC). 
Ele se aproximou do Instituto Butantan quando, além de fazer vacinas e soros, a instituição se propôs a também fabricar hemoderivados. Em 2017, quando o Instituto enfrentou uma grave crise, Covas foi chamado para dirigi-lo, pelo então secretário de Saúde do Estado de São Paulo, David Uip, um velho conhecido dos tempos da luta pelo controle do HIV  no Estado. 
Católico praticante, diz ter sido agnóstico durante a maior parte da sua vida, até experimentar uma epifania, graças aos escritos de Tomás de Aquino, que considera "o maior lógico que já existiu depois de Aristóteles". 

### Parentesco com autoridades de São Paulo
Dimas Covas não é parente de Mário Covas, governador do Estado de São Paulo entre 1995 e 2001, nem de Bruno Covas, prefeito da cidade de São Paulo entre 2018 e 2021, ambos já falecidos.